# Denkmal für Franz Xaver Gabelsberger (München)
Koordinaten: 48° 8′ 30,4″ N, 11° 34′ 4″ O

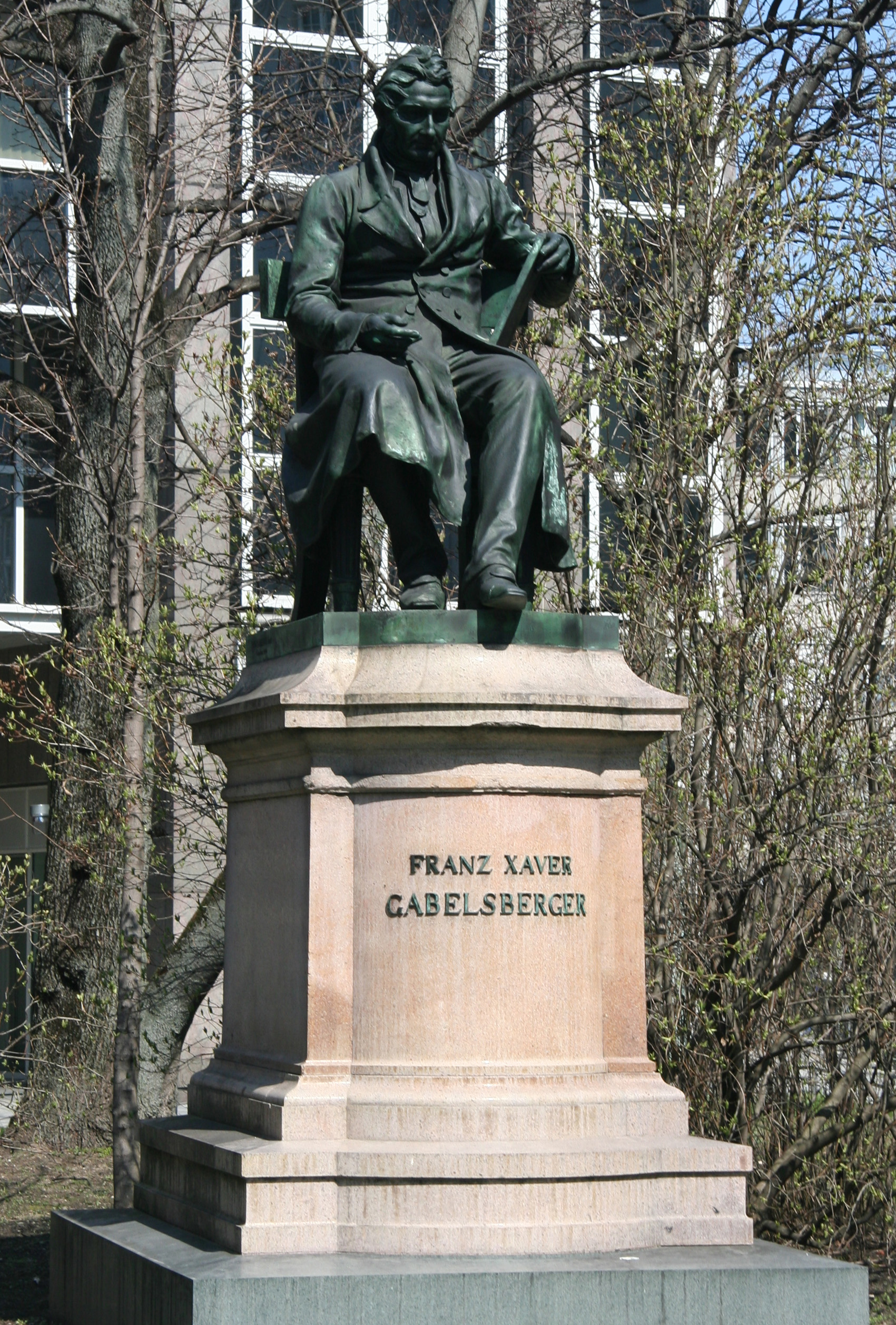
Das Gabelsbergerdenkmal von Syrius Eberle

Das Gabelsbergerdenkmal in München ist eine Bronzeplastik des deutschen Bildhauers Syrius Eberle. Es wurde 1890 anlässlich der hundertsten Wiederkehr des Geburtstages von Franz Xaver Gabelsberger (1789–1849), des Erfinders eines kursiven Kurzschriftsystems, errichtet. Gegossen wurde es von Ferdinand von Miller.
Das Denkmal zeigt auf einem Steinsockel Gabelsberger in sitzender Position. Standort ist eine platzartige Erweiterung an der Einmündung der Barer Straße in die Ottostraße im Stadtbezirk Maxvorstadt.
Durch einen Unfall konnte Syrius Eberle das Denkmal nicht rechtzeitig fertigstellen. Der eigentliche 100. Geburtstag Gabelsbergers wurde im Rahmen des 40. Stiftungsfestes des Stenographen-Zentralvereins mit einer Kranzniederlegung am Grab Gabelsbergers begangen. Im August 1890 fand schließlich die feierliche Einweihung des Denkmals unter zahlreicher Beteiligung der gesamten Stenographenwelt statt.
Das Denkmal ist als Baudenkmal in die Bayerische Denkmalliste eingetragen.